# Turzyn (Szczecin)
Turzyn (do 1945 niem. Torney) – część miasta i osiedle administracyjne Szczecina, położone w zachodniej części Śródmieścia. Granice osiedla wyznaczają: tory linii kolejowej Szczecin Główny – Trzebież Szczeciński (od zachodu), ul. Mickiewicza (od północy), al. Piastów (od wschodu) i ul. Mieszka I (od południa).
Według danych z 2022 r. liczba mieszkańców osiedla wynosiła 16 227 osób.

## Historia

Mapa Turzynu i okolic z 1799 roku

Do początku XVIII wieku wieś Turzyn była zlokalizowana w rejonie obecnych ulic Potulickiej i Narutowicza. W czasie wojny trzydziestoletniej i panowania Szwedów w Szczecinie, wieś została zniszczona. Od 1720 r., kiedy miasto przeszło we władanie Prus, w miejscu dawnej wsi zbudowany został „Fort Prusy”, a nazwa Turzyn zaczęła obowiązywać dla terenów dzisiejszego osiedla (okolice dworca PKP Szczecin Turzyn). Wieś została włączona w granice Szczecina w 1910 r.
Najdłuższą ulicą Turzyna jest al. Bohaterów Warszawy przechodząca południkowo przez całe osiedle. Przy al. Piastów znajdują się niektóre wydziały: Zachodniopomorskiego Uniwersytetu Technologicznego i Uniwersytetu Szczecińskiego. Na osiedlu znajdują się szpital MSWiA przy Parku Noakowskiego, najstarsze targowisko miejskie „Turzyn” oraz centrum handlowe „Turzyn” z hipermarketem Carrefour. Turzyn posiada dobre połączenia komunikacyjne z innymi częściami miasta, na skraju osiedla znajduje się jeden z większych placów Szczecina – pl. Kościuszki. Do niedawna czynna była także linia kolejowa w kierunku Polic, na osiedlu znajdowała się stacja „Szczecin Turzyn”

## Samorząd mieszkańców
Rada Osiedla Turzyn liczy 21 członków. W wyborach do rad osiedli 20 maja 2007 roku udział wzięło 251 głosujących, co stanowiło frekwencję na poziomie 1,46%. W wyborach do rady osiedla 13 kwietnia 2003 udział wzięło 548 głosujących, co stanowiło frekwencję 3,03%.
Samorząd osiedla Turzyn został ustanowiony w 1990 roku.

## Zdjęcia

Szczecin Turzyn
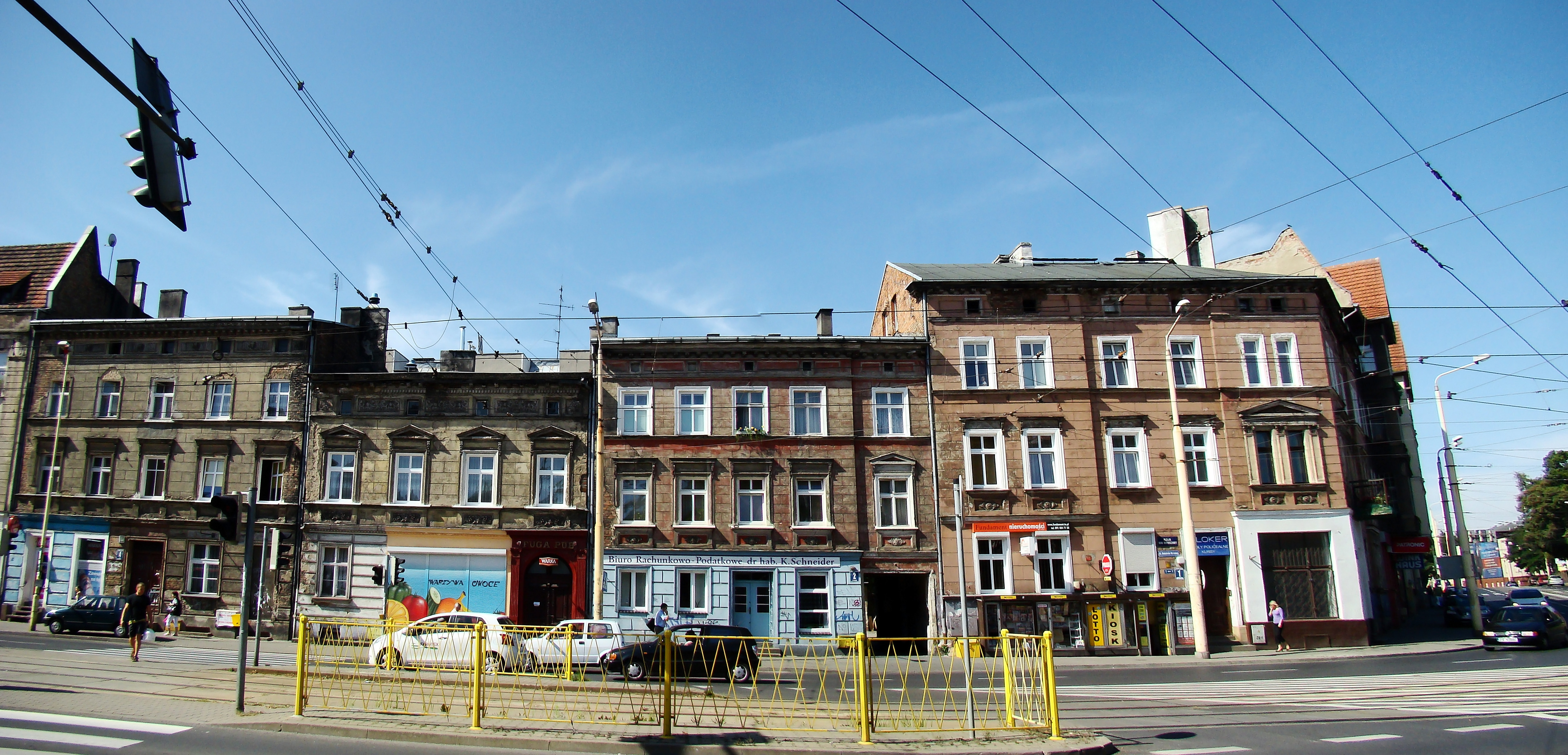
Zabudowa północnej części al. Bohaterów Warszawy
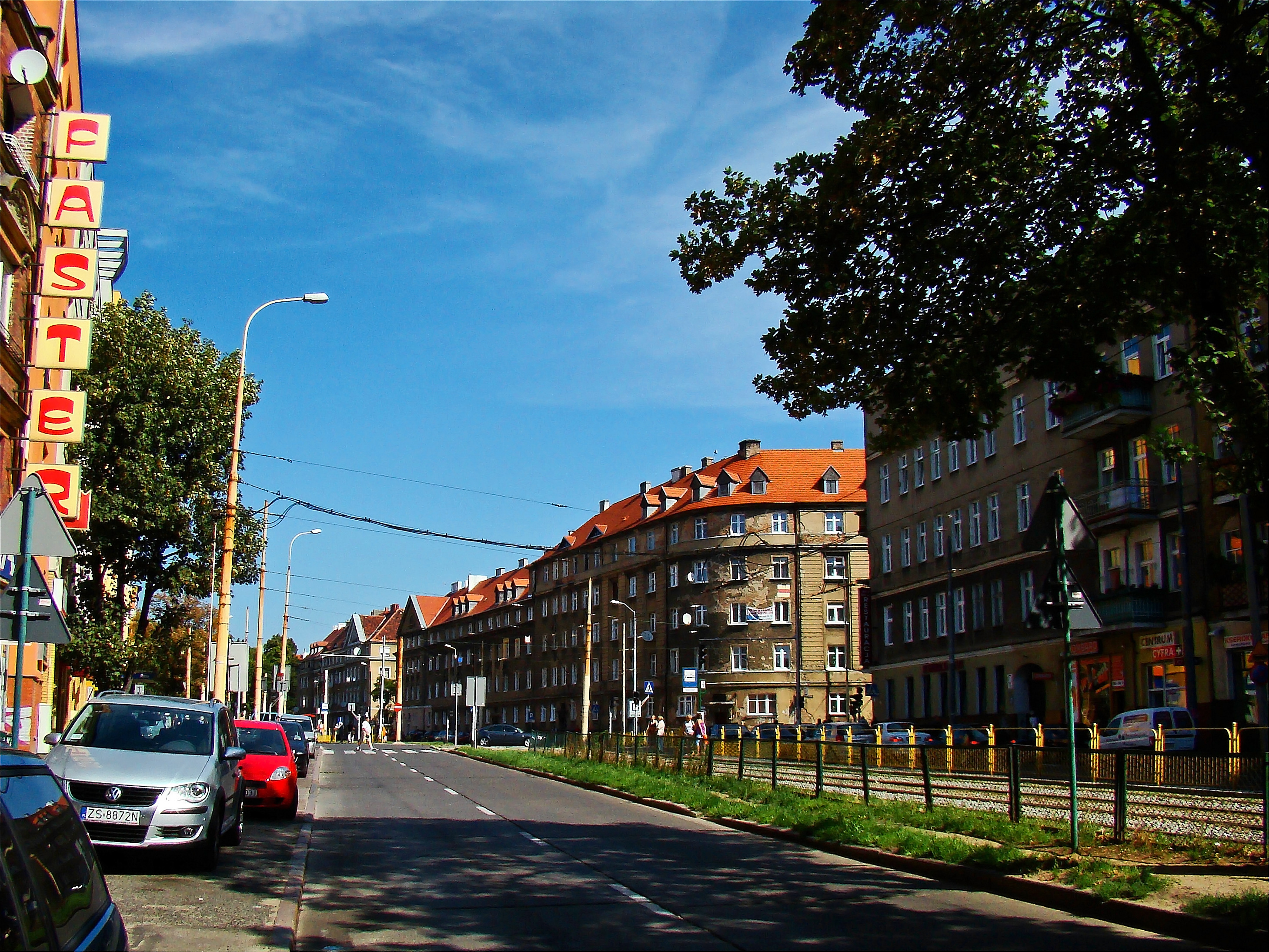
Zabudowa al. Bohaterów Warszawy
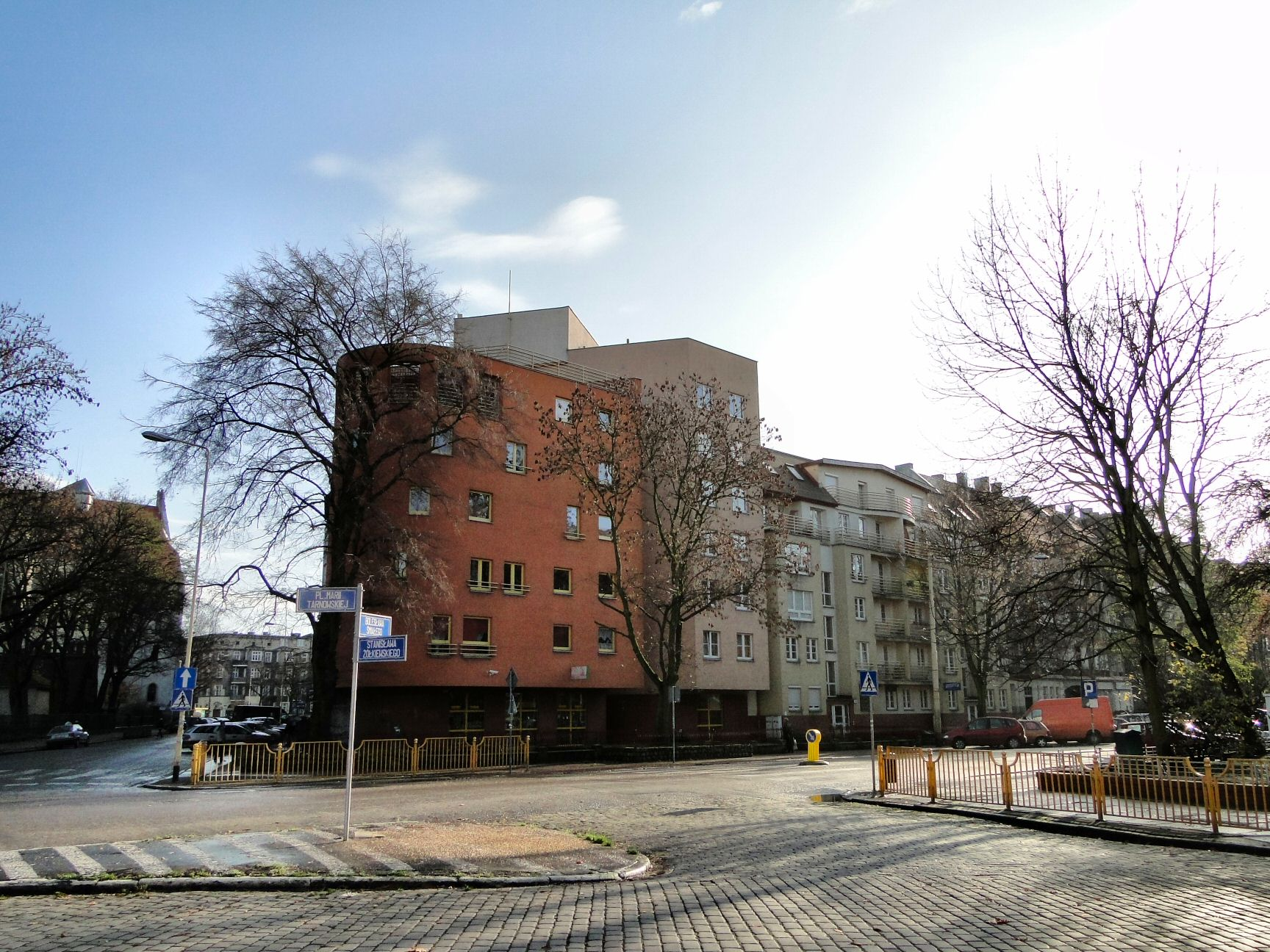
Współczesna zabudowa przy pl. M. Tarnowskiej
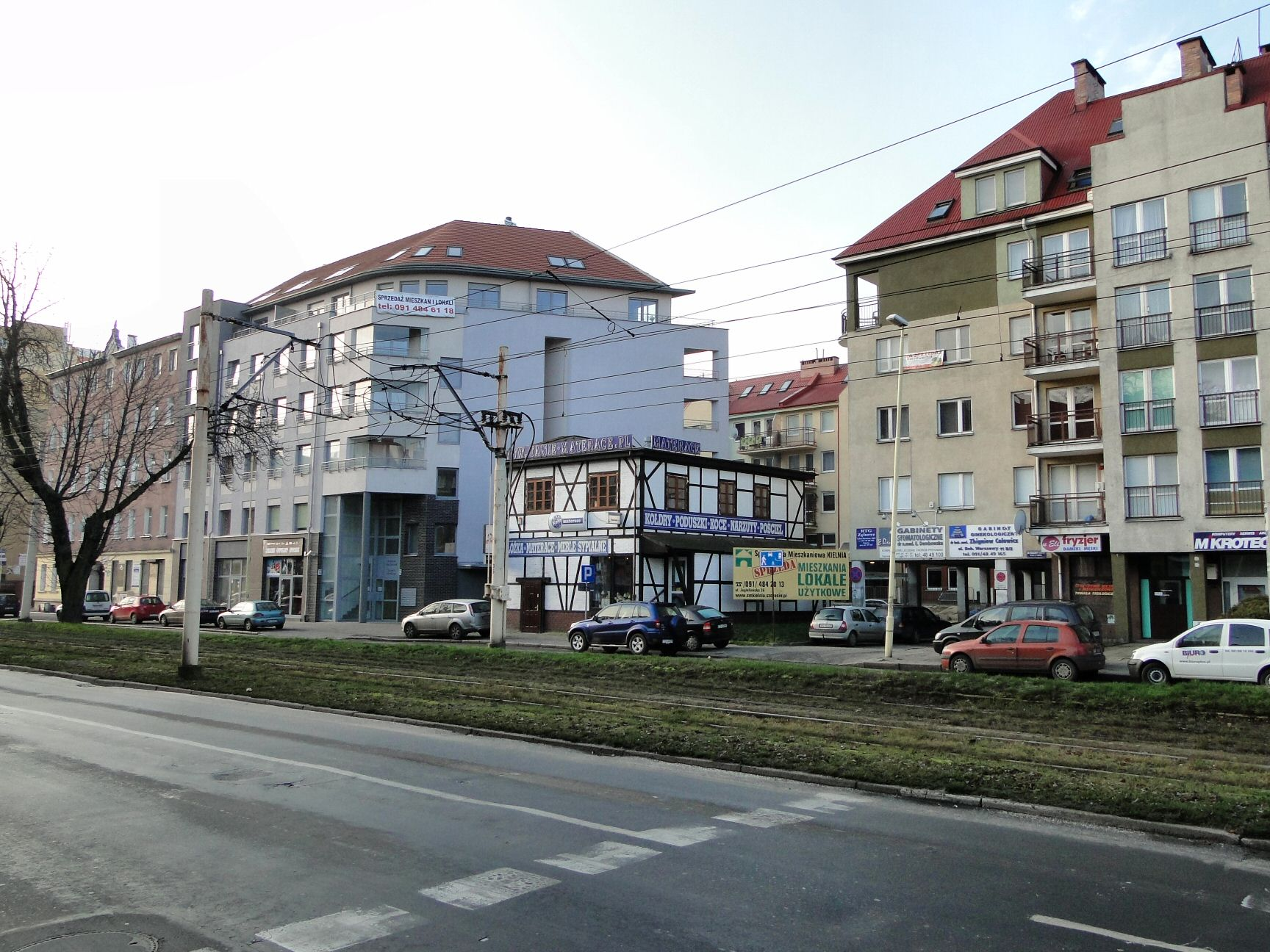
Budynek ryglowy przy al. Bohaterów Warszawy
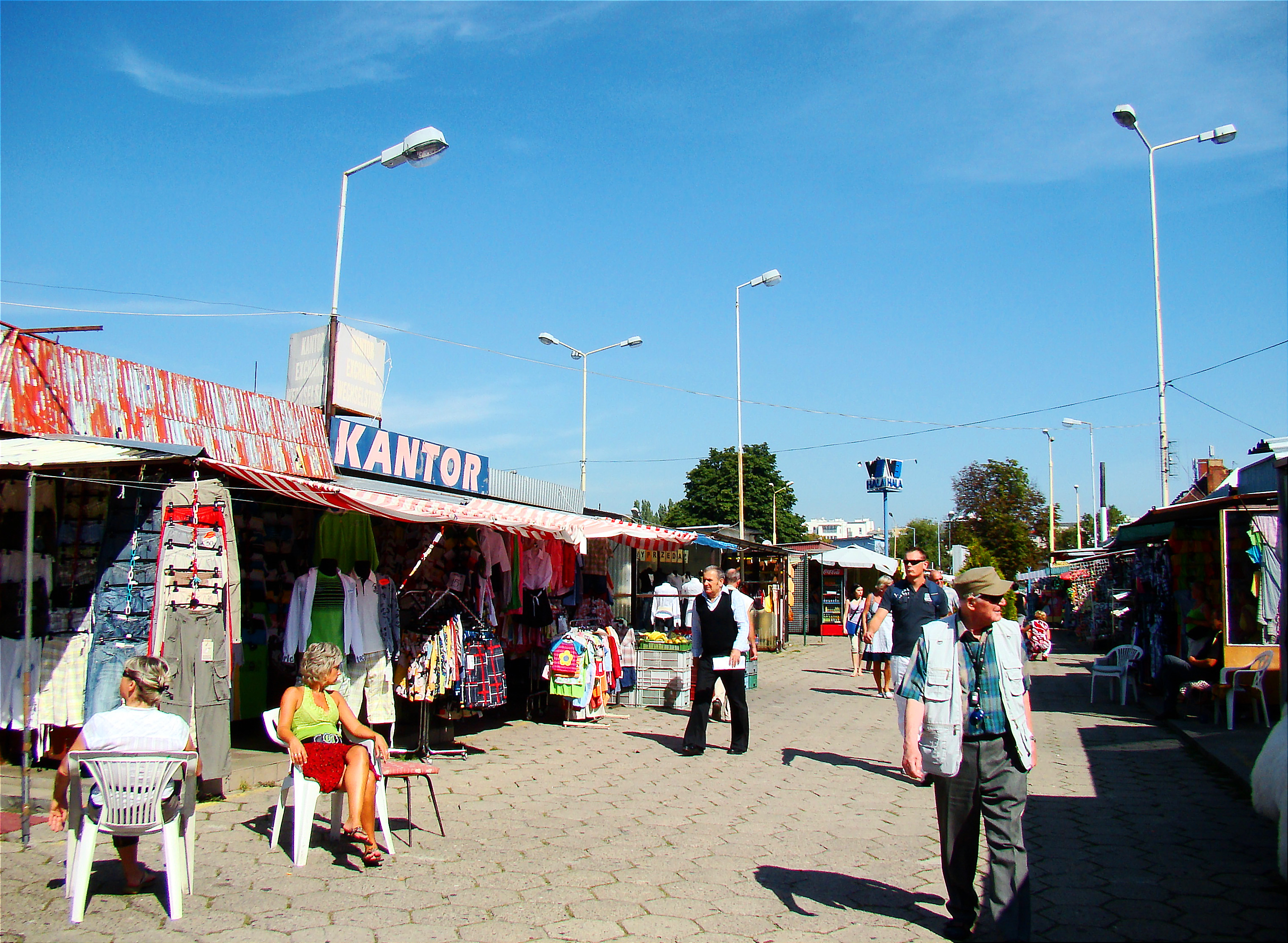
Dawne Targowisko „Turzyn”
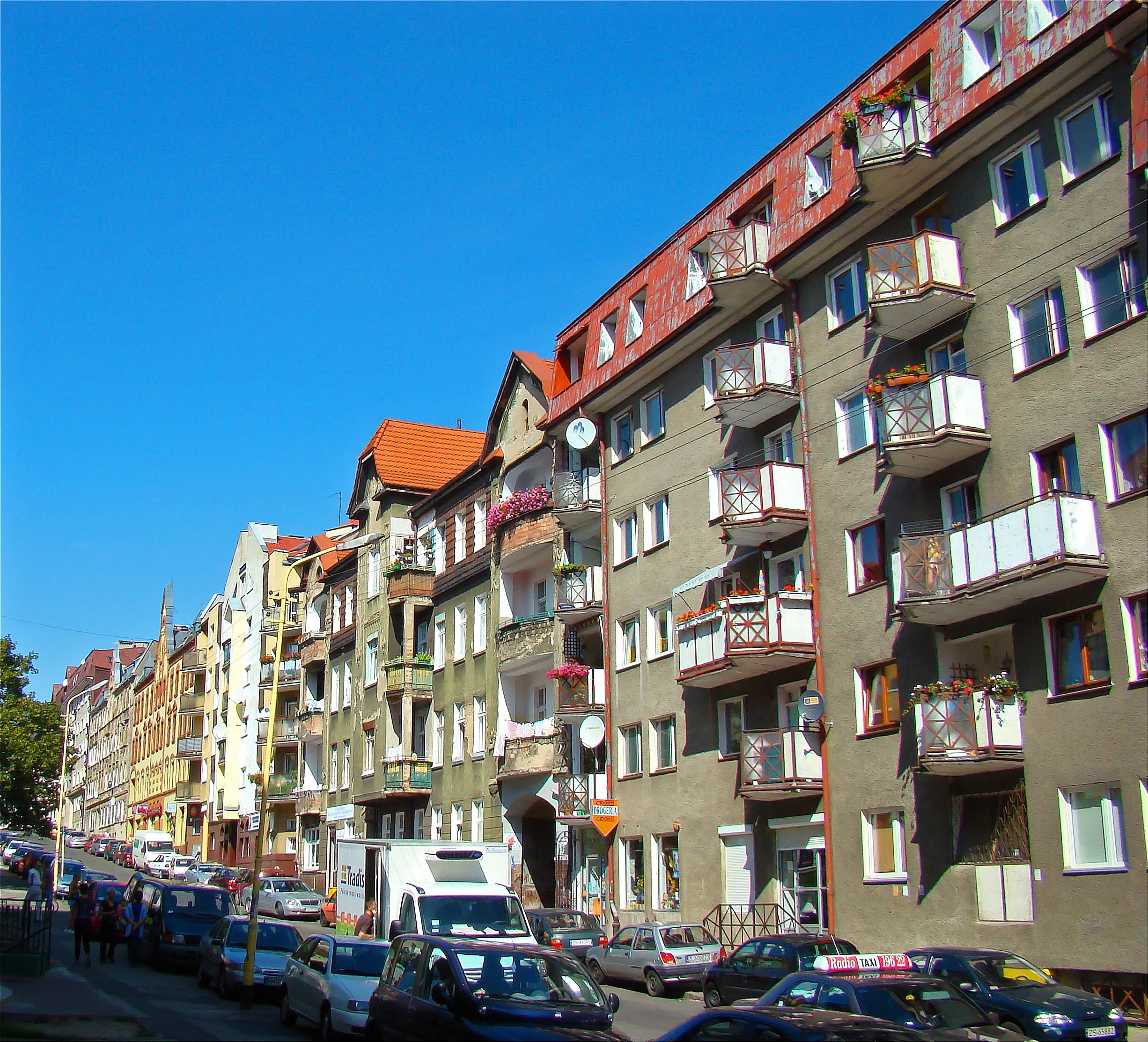
Zabudowa ul. 5 Lipca
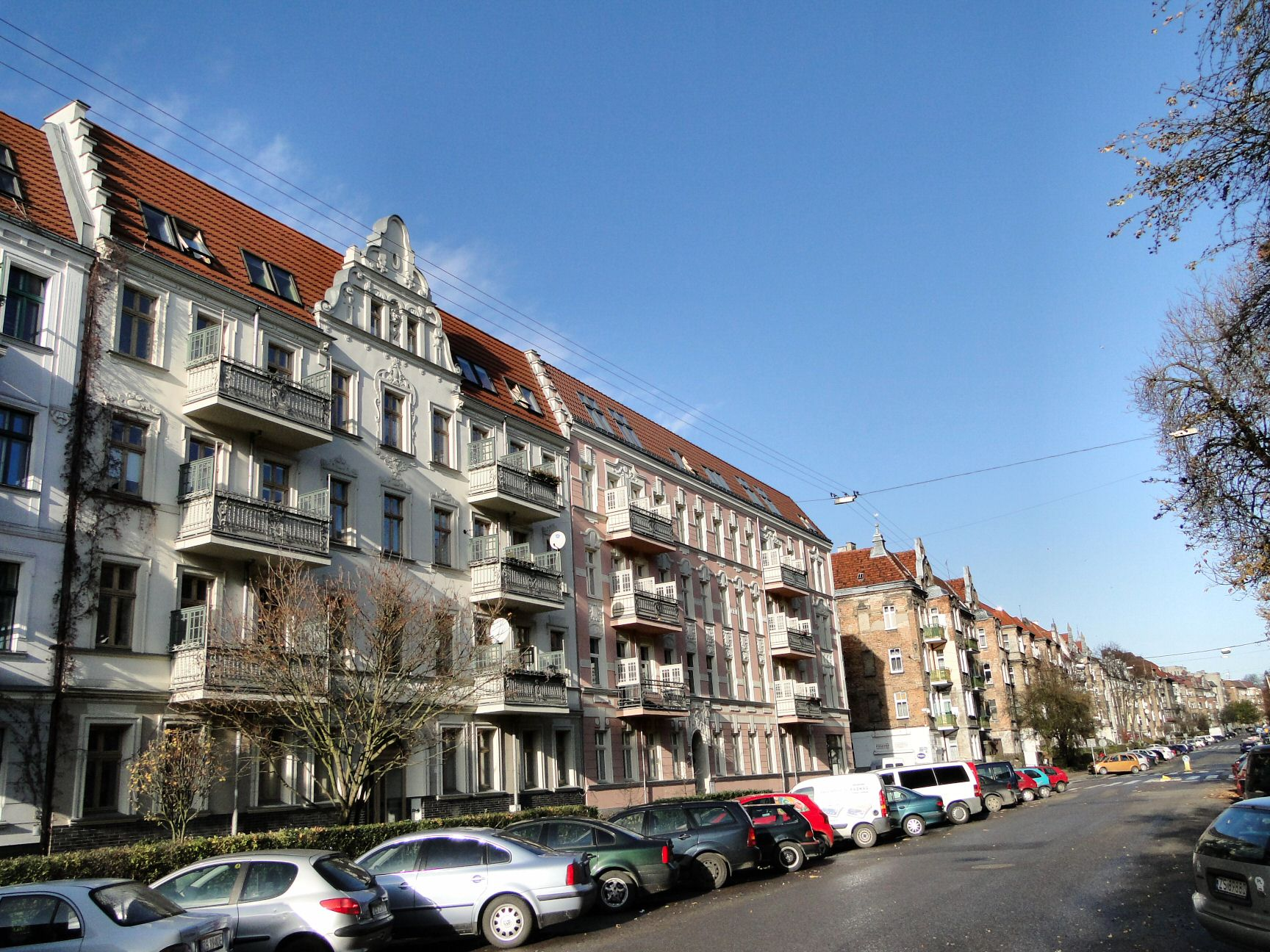
Secesyjno-eklektyczna zabudowa ul. B. Śmiałego
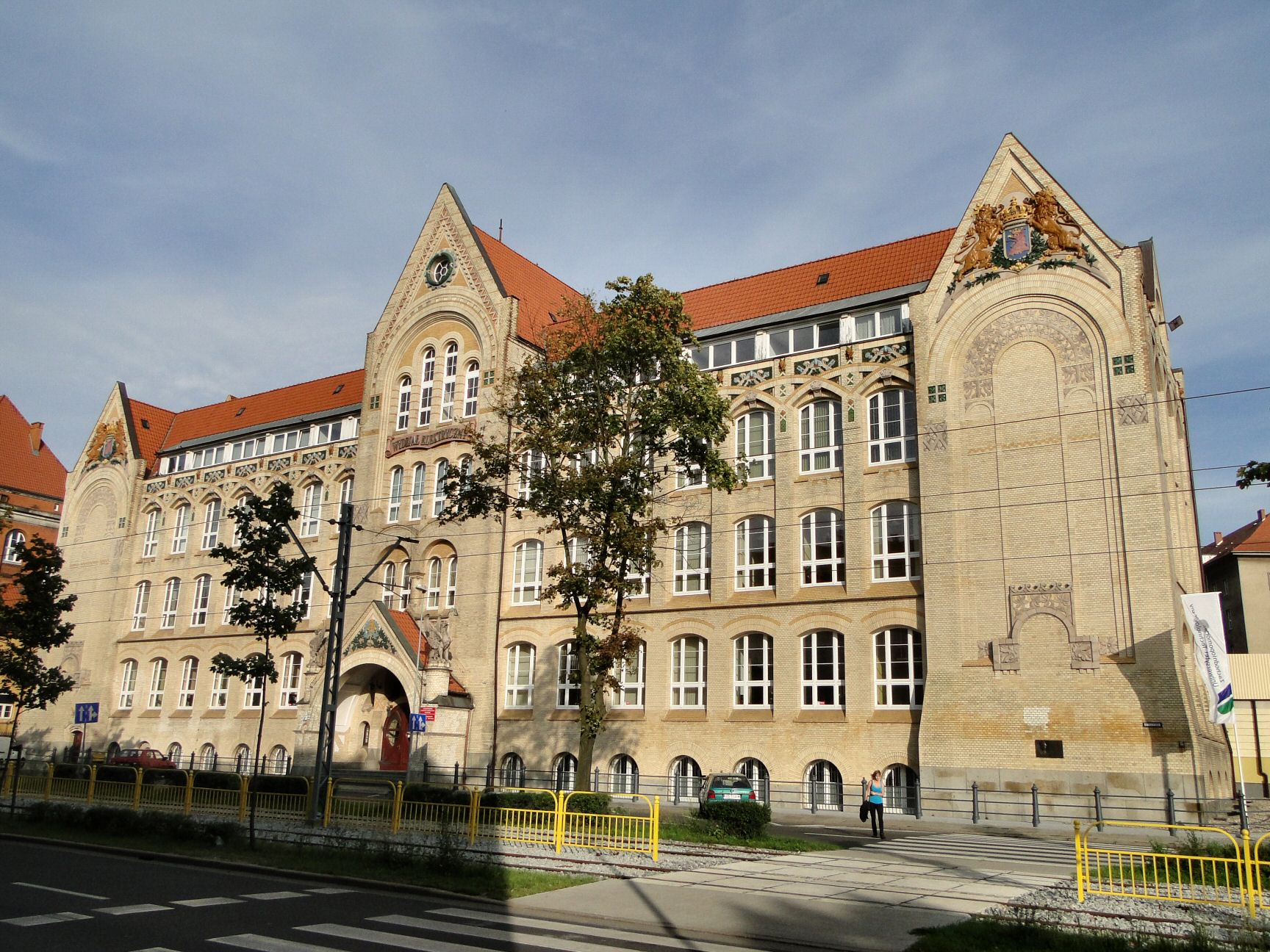
Gmach Wydziału Elektrycznego ZUT
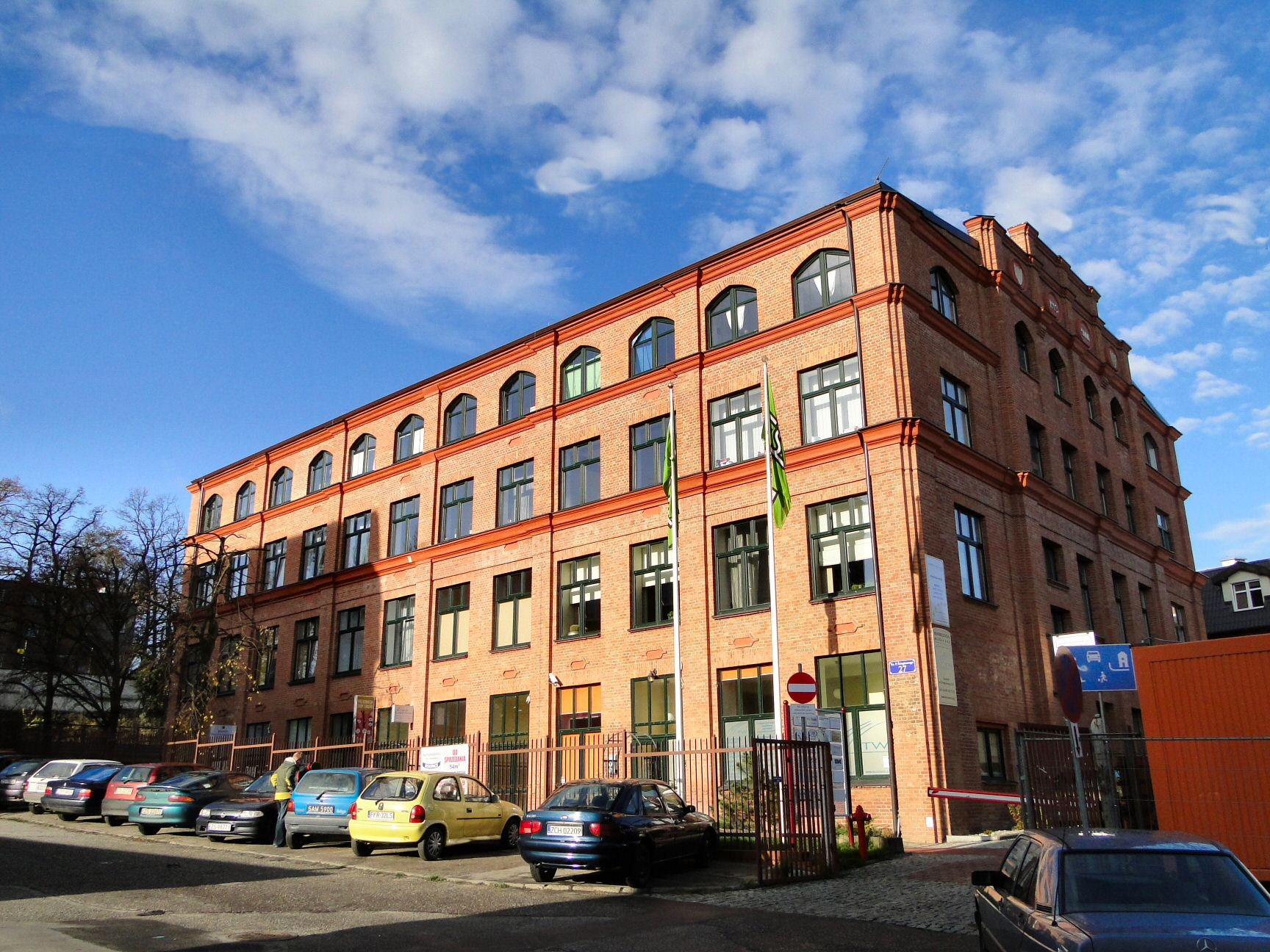
Budynek poprzemysłowy przy ul. Ściegiennego
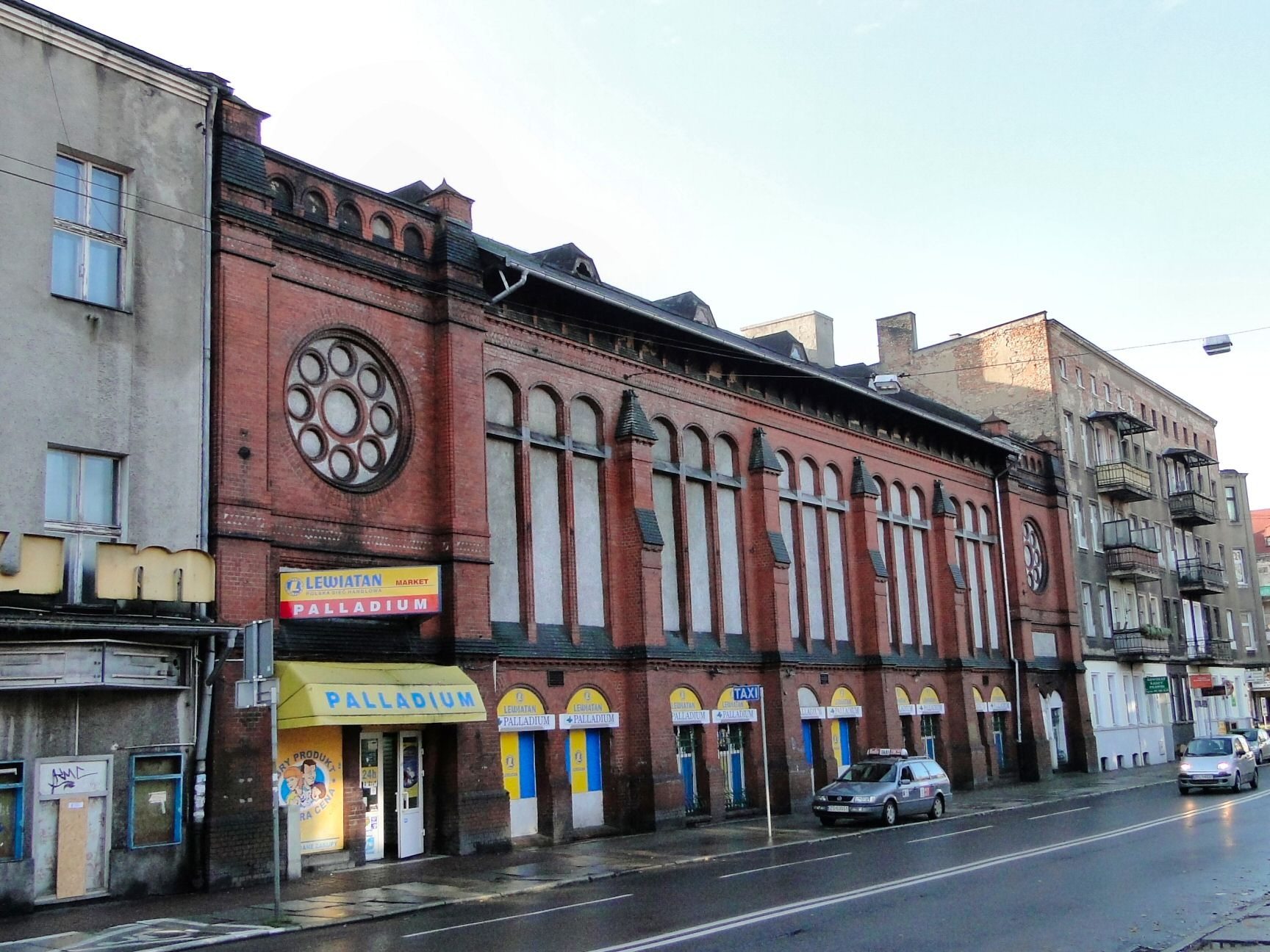
Dawne kino „Colosseum”